# Freycinetia lateriflora
Freycinetia lateriflora är en enhjärtbladig växtart som beskrevs av Henry Nicholas Ridley. Freycinetia lateriflora ingår i släktet Freycinetia och familjen Pandanaceae. Inga underarter finns listade.